# Scott Frandsen
Scott Frandsen (Kelowna, 21 de julio de 1980) es un deportista canadiense que compitió en remo.
Participó en tres Juegos Olímpicos de Verano, obteniendo una medalla de plata en Pekín 2008, en la prueba de dos sin timonel, el quinto lugar en Atenas 2004 (ocho con timonel) y el sexto en Londres 2012 (dos sin timonel).

## Palmarés internacional
| Juegos Olímpicos | Juegos Olímpicos | Juegos Olímpicos | Juegos Olímpicos |
| Año              | Lugar            | Medalla          | Prueba           |
| ---------------- | ---------------- | ---------------- | ---------------- |
| 2008             | Pekín (China)    | Medalla de plata | Dos sin timonel  |